# Andy Keogh
Andrew Declan „Andy“ Keogh [kjoʊ] (* 16. Mai 1986 in Dublin) ist ein irischer Fußballspieler. Der Stürmer – vorzugsweise in der Rolle als Mittelstürmer, gelegentlich aber auch als Flügelspieler oder etwas zurückhängende Sturmspitze – steht beim australischen Erstligisten Perth Glory unter Vertrag und ist irischer Nationalspieler.

## Karriere

### Verein
Der im Süden von Dublin geborene Keogh begann das Fußballspielen beim örtlichen Cabinteely FC und den St. Josephs Boys, bevor er im Alter von 16 Jahren nach England in die Nachwuchsabteilung von Leeds United ging; eine Offerte der Wolverhampton Wanderers hatte er abgelehnt. Die Vereinsführung von Leeds lieh ihn zu Beginn der Saison 2004/05 an den Viertligisten Scunthorpe United aus.
Nach seinem Ligadebüt, das am 7. August 2004 mit einem 3:1-Sieg gegen den AFC Rochdale geendet hatte, erzielte er bei seinem zweiten Einsatz ein Tor zum 2:0-Auswärtserfolg bei Cheltenham Town. In zwölf Partien gelangen ihm insgesamt zwei Treffer für Scunthorpe United; anschließend berief ihn sein Klub nach Leeds zurück, da sich die Verletztensituation in der Profimannschaft zugespitzt hatte. Dennoch blieb er bis Ende 2004 mit Ausnahme eines Pokalspieleinsatzes weiter ohne Ligapflichtspiel für Leeds. Er wurde stattdessen dauerhaft in der Reserveelf eingesetzt. Im Januar 2005 wechselte er ein weiteres Mal auf Leihbasis in die vierte Liga, wobei er nun beim FC Bury den zu Preston North End abgewanderten David Nugent ersetzen sollte.
Der Aufenthalt in Bury war nur von kurzer Dauer, da Scunthorpes Trainer Brian Laws Leeds United im Februar 2005 erfolgreich ein Transferangebot in Höhe von circa 50.000 Pfund unterbreitete, sodass Keogh am 14. Februar 2005 wieder für Scunthorpe United spielte. Dort erzielte er im weiteren Saisonverlauf ein Tor und war Teil der Mannschaft, der hinter Yeovil Town in die drittklassige Football League One aufstieg.
Der sportliche Durchbruch gelang Keogh in der Saison 2005/06. Er spielte zusammen mit dem von Sheffield United verpflichteten Billy Sharp im Sturm; zusammen erzielten die beiden 19-Jährigen 38 Tore, 15 davon Keogh. Im FA Cup erzielte Keogh in der dritten Runde bei der 1:3-Niederlage beim Erstligisten Manchester City ein Tor gegen den englischen Nationaltorhüter David James. Das Duo Keogh/Sharp zeichnete sich durch gegenseitige Ergänzungsqualitäten aus. Während sich Sharp insgesamt torgefährlicher zeigte, war Keogh technisch versierter und vielseitiger, diente als ballsichere Anspielstation und wich bei gestarteten Angriffsaktionen häufig auf die Außenpositionen aus. Der Leistungszugewinn blieb höherklassigeren Vereinen nicht verborgen und so wechselte Keogh nach einer weiteren Halbsaison am 23. Januar 2007 zu den Wolverhampton Wanderers, die zu der Zeit in der zweitklassigen Football League Championship spielten. Die Ablösesumme betrug 600.000 Pfund zuzüglich weiterer erfolgsabhängigener Bonuszahlungen bis zu 250.000 Pfund.
Auch in der höheren Spielklasse zeigte Keogh auf Anhieb gute Leistungen; dabei bezeichnete ihn der gegnerische Trainer der Queens Park Rangers nach der 0:2-Niederlage seines Klubs als „eine der besten Verpflichtungen der Saison“. Mit fünf Toren half er in den restlichen Saisonspielen, dass die „Wolves“ einen Platz in den Play-offs erreichten, deren Halbfinale gegen West Bromwich Albion verloren wurde. Als Anerkennung erhielt er vor Beginn der anschließenden Spielzeit 2007/08 die renommierte Trikotnummer 9, die traditionell von dem Schlüsselspieler im Angriffszentrum getragen wird. Mit elf Pflichtspieltreffern in der gesamten Saison war er zweitbester Torschütze seines Klubs, wobei aber dem im Januar 2008 verpflichteten Sylvan Ebanks-Blake alleine zwölf Treffer in der zweiten Saisonhälfte gelangen.
Neben den besseren Torjägereigenschaften von Ebanks-Blake sorgte dann auch der zusätzliche Neueinkauf Chris Iwelumo von Charlton Athletic dafür, dass Keogh bei seinen 42 Einsätzen in der Aufstiegssaison 2008/09 21-mal nicht von Beginn an in der Mannschaft war. Trotzdem unterschrieb er im Februar 2009 einen neuen Vertrag in Wolverhampton, der ihn bis zum Ende der Saison 2011/12 an den Klub band. Zu Beginn der Premier-League-Saison 2009/10 profitierte Keogh von Verletzungen der Konkurrenten Ebanks-Blake, Iwelumo und des Weiteren Neuzugangs Kevin Doyle; dadurch stand er wieder regelmäßig in der Startelf und erzielte den einzigen Treffer zum 1:0-Sieg bei Wigan Athletic, der gleichzeitig der erste Premier-League-Auswärtserfolg (und der erste Erstligaauswärtssieg seit 1984) in der Geschichte der Wolves war.
Im August 2010 wechselte Andy Keogh auf Leihbasis zu Cardiff City in die Football League Championship. Ursprünglich war das Leihgeschäft für die gesamte Saison 2010/11 angelegt, dennoch wechselte er Ende Januar 2011 nach 16 Ligaspielen den Leihklub und half fortan bei Bristol City – ebenfalls in der zweiten Liga – aus.
Zu Beginn der Saison 2011/12 wechselte Keogh erneut auf Leihbasis zu Leeds United.

### Nationalmannschaft
Nach der verletzungsbedingten Absage von Caleb Folan erhielt Keogh im März 2007 unter dem damals aktiven Trainer Steve Staunton seine erste Nominierung in den Kader der irischen A-Nationalmannschaft. Er absolvierte das erste Länderspiel am 24. Mai 2007 in der Freundschaftspartie gegen Ecuador im New Yorker Giants Stadium, das mit einem 1:1-Remis endete. Anschließend kam er in drei Qualifikationsspielen zur Euro 2008 zum Zuge. In der ersten Partie unter dem neuen sportlichen Leiter Giovanni Trapattoni schoss er genau ein Jahr nach seinem Debüt beim 1:1 im Freundschaftsspiel gegen Serbien sein erstes Tor für Irland – der Volleyschuss aus der Drehung erhielt später sogar die Auszeichnung zum irischen „Tor des Jahres“.